# La Mulatière
La Mulatière és un municipi francès, situat a la metròpoli de Lió i a la regió de Alvèrnia - Roine-Alps. L'any 2007 tenia 6.540 habitants.

## Demografia

### Població
El 2007 la població de fet de La Mulatière era de 6.540 persones. Hi havia 3.124 famílies de les quals 1.385 eren unipersonals (522 homes vivint sols i 863 dones vivint soles), 792 parelles sense fills, 679 parelles amb fills i 268 famílies monoparentals amb fills.
La població ha evolucionat segons el següent gràfic:
Habitants censats

### Habitatges
El 2007 hi havia 3.389 habitatges, 3.184 eren l'habitatge principal de la família, 36 eren segones residències i 169 estaven desocupats. 247 eren cases i 3.077 eren apartaments. Dels 3.184 habitatges principals, 1.651 estaven ocupats pels seus propietaris, 1.454 estaven llogats i ocupats pels llogaters i 79 estaven cedits a títol gratuït; 168 tenien una cambra, 513 en tenien dues, 1.007 en tenien tres, 839 en tenien quatre i 657 en tenien cinc o més. 1.755 habitatges disposaven pel capbaix d'una plaça de pàrquing. A 1.790 habitatges hi havia un automòbil i a 678 n'hi havia dos o més.

### Piràmide de població
La piràmide de població per edats i sexe el 2009 era:
| Homes | Edats   | Dones |
| ----- | ------- | ----- |
| 0     | 95 o +  | 4     |
| 12    | 90 a 94 | 12    |
| 24    | 85 a 89 | 68    |
| 40    | 80 a 84 | 64    |
| 132   | 75 a 79 | 176   |
| 112   | 70 a 74 | 208   |
| 160   | 65 a 69 | 220   |
| 136   | 60 a 64 | 172   |
| 176   | 55 a 59 | 196   |
| 276   | 50 a 54 | 280   |
| 204   | 45 a 49 | 208   |
| 200   | 40 a 44 | 252   |
| 196   | 35 a 39 | 208   |
| 260   | 30 a 34 | 236   |
| 256   | 25 a 29 | 264   |
| 212   | 20 a 24 | 216   |
| 272   | 15 a 19 | 208   |
| 172   | 10 a 14 | 148   |
| 184   | 5 a 9   | 152   |
| 200   | 0 a 4   | 172   |

## Economia
El 2007 la població en edat de treballar era de 4.223 persones, 3.027 eren actives i 1.196 eren inactives. De les 3.027 persones actives 2.635 estaven ocupades (1.345 homes i 1.290 dones) i 392 estaven aturades (209 homes i 183 dones). De les 1.196 persones inactives 326 estaven jubilades, 468 estaven estudiant i 402 estaven classificades com a «altres inactius».

### Ingressos
El 2009 a La Mulatière hi havia 3.021 unitats fiscals que integraven 6.384,5 persones, la mediana anual d'ingressos fiscals per persona era de 18.706 €.

### Activitats econòmiques
Dels 178 establiments que hi havia el 2007, 1 era d'una empresa extractiva, 3 d'empreses alimentàries, 5 d'empreses de fabricació d'altres productes industrials, 28 d'empreses de construcció, 32 d'empreses de comerç i reparació d'automòbils, 5 d'empreses de transport, 9 d'empreses d'hostatgeria i restauració, 4 d'empreses d'informació i comunicació, 10 d'empreses financeres, 15 d'empreses immobiliàries, 27 d'empreses de serveis, 29 d'entitats de l'administració pública i 10 d'empreses classificades com a «altres activitats de serveis».
Dels 45 establiments de servei als particulars que hi havia el 2009, 1 era una oficina de correu, 1 una oficina bancària, 1 taller de reparació d'automòbils i de material agrícola, 2 autoescoles, 2 paletes, 10 guixaires pintors, 4 fusteries, 5 lampisteries, 4 electricistes, 2 perruqueries, 6 restaurants, 6 agències immobiliàries i 1 tintoreria.
Dels 8 establiments comercials que hi havia el 2009, 1 era un supermercat, 1 una botiga de més de 120 m², 3 fleques, 1 una carnisseria, 1 una llibreria i 1 una botiga de material esportiu.

## Equipaments sanitaris i escolars
Els 3 equipaments sanitaris que hi havia el 2009 eren farmàcies.
El 2009 hi havia 1 escola maternal i 3 escoles elementals. A La Mulatière hi havia 1 col·legi d'educació secundària i 1 liceu d'ensenyament general. Als col·legis d'educació secundària hi havia 417 alumnes i als liceus d'ensenyament general 753.

## Poblacions properes
El següent diagrama mostra les poblacions més properes.